# Елхесхајм-Илинген
Елхесхајм-Илинген (њем. Elchesheim-Illingen) општина је у њемачкој савезној држави Баден-Виртемберг. Једно је од 23 општинска средишта округа Раштат. Према процјени из 2010. у општини је живјело 3.290 становника. Посједује регионалну шифру (AGS) 8216012.

## Географски и демографски подаци
Елхесхајм-Илинген се налази у савезној држави Баден-Виртемберг у округу Раштат. Општина се налази на надморској висини од 110 метара. Површина општине износи 10,1 km². У самом мјесту је, према процјени из 2010. године, живјело 3.290 становника. Просјечна густина становништва износи 324 становника/km².